# Ясинуватська міська рада
Ясинуватська міська́ ра́да — орган місцевого самоврядування у Донецькій області. Адміністративний центр — місто обласного значення Ясинувата.

## Загальні відомості
- Територія ради: 19 км²
- Населення ради: 35 666 осіб (станом на 1 лютого 2014 року)

## Населені пункти
Міській раді підпорядковані населені пункти:
- м. Ясинувата

## Склад ради
Рада складається з 36 депутатів та голови.
- Голова ради: Русаченко Олександр Йосипович
- Секретар ради: Присяжний Володимир Пантелійович

### Керівний склад попередніх скликань
| ПІБ                               | Основні відомості                                                        | Дата обрання | Дата звільнення |
| --------------------------------- | ------------------------------------------------------------------------ | ------------ | --------------- |
| Іщенко-Гіллер Євген Володимирович | Міський голова, 1961 року народження, член Соціалістичної партії України | 26.03.2006   | 31.10.2010      |
| Русаченко Олександр Йосипович     | Міський голова, 1953 року народження, освіта вища, член Партії регіонів  | 31.10.2010   |                 |

Примітка: таблиця складена за даними джерела

### Депутати
За результатами місцевих виборів 2010 року депутатами ради стали:

#### За суб'єктами висування
| Суб'єкт висування                 | Кількість обраних депутатів | %    |
| --------------------------------- | --------------------------- | ---- |
| Партія регіонів                   | 25                          | 69,4 |
| Соціалістична партія України      | 6                           | 16,7 |
| Комуністична партія України       | 4                           | 11,1 |
| Політична партія «Сильна Україна» | 1                           | 2,8  |

#### За округами
| № округу                          | Прізвище, ім'я, по батькові         | Дата визнання обраним | Освіта         | Партійна приналежність                  | Відомості про обраного депутата                                                              |
| --------------------------------- | ----------------------------------- | --------------------- | -------------- | --------------------------------------- | -------------------------------------------------------------------------------------------- |
| Комуністична партія України       |                                     |                       |                |                                         |                                                                                              |
| б/м                               | Федотов Олексій Олександрович       | 02.11.2010            | Освіта вища    | член Комуністичної партії України       | ДП Донецька залізниця локомотивне депо Ясинувата-західне, майстер                            |
| б/м                               | Кривич Любов Володимирівна          | 02.11.2010            | Освіта вища    | член Комуністичної партії України       | пенсіонер                                                                                    |
| 3                                 | Томілов Володимир Васильович        | 02.11.2010            | Освіта вища    | член Комуністичної партії України       | станція Ясинувата ДП «Донецька залізниця», маневровий диспетчер                              |
| 17                                | Рабочий Віталій Васильович          | 02.11.2010            | Освіта середня | позапартійний                           | пенсіонер                                                                                    |
| Партія регіонів                   |                                     |                       |                |                                         |                                                                                              |
| б/м                               | Філатов Олександр Валентинович      | 02.11.2010            | Освіта вища    | член Партії регіонів                    | Управління Донецької залізниці, головний інженер                                             |
| б/м                               | Трубчанін Володимир Вікторович      | 02.11.2010            | Освіта вища    | член Партії регіонів                    | ВАТ «ЯМЗ», генеральний директор                                                              |
| б/м                               | Поляков Сергій Олександрович        | 02.11.2010            | Освіта вища    | член Партії регіонів                    | Служба капіталовкладень управління Донецької залізниці, начальник планового відділу          |
| б/м                               | Захаров Петро Павлович              | 02.11.2010            | Освіта вища    | член Партії регіонів                    | Служба капвкладень управління Донецької залізниці, начальник служби                          |
| б/м                               | Пахомов В'ячеслав Миколайович       | 02.11.2010            | Освіта вища    | член Партії регіонів                    | Управління Донецької залізниці, уповноваженний начальника                                    |
| б/м                               | Русаченко Максим Олександрович      | 02.11.2010            | Освіта вища    | член Партії регіонів                    | СП «Агроспецмонтажник», керівник юридичної служби                                            |
| б/м                               | Лебедєв Вадим В'ячеславович         | 02.11.2010            | Освіта вища    | член Партії регіонів                    | приватний підприємець                                                                        |
| б/м                               | Горбунов Михайло Валерійович        | 02.11.2010            | Освіта середня | член Партії регіонів                    | приватний підприємець                                                                        |
| б/м                               | Присяжний Володимир Пантелійович    | 02.11.2010            | Освіта вища    | член Партії регіонів                    | пенсіонер                                                                                    |
| б/м                               | Шишкін Юрій Володимирович           | 02.11.2010            | Освіта середня | член Партії регіонів                    | Ясинуватський загін воєнізованої охорони Донецької залізниці, старший стрілець               |
| 1                                 | Косіков Григорій Олександрович      | 02.11.2010            | Освіта вища    | член Партії регіонів                    | приватний підприємець                                                                        |
| 2                                 | Фадєєв Володимир Григорович         | 02.11.2010            | Освіта вища    | член Партії регіонів                    | вокзал станція Ясинувата, провідний інженер                                                  |
| 4                                 | Чуріков Олексій Петрович            | 02.11.2010            | Освіта вища    | член Партії регіонів                    | Колійна машинна станція № 7, заступник начальника                                            |
| 5                                 | Капустняк Олександр Вікторович      | 02.11.2010            | Освіта середня | член Партії регіонів                    | Локомотивне депо ТЧ-20, помічник машиніста                                                   |
| 6                                 | Чирах Андрій Савелійович            | 02.11.2010            | Освіта середня | член Партії регіонів                    | Ясинуватський загін воєнізованої охорони Донецької залізниці, голова профспілки              |
| 7                                 | Аліпа Олена Григорівна              | 02.11.2010            | Освіта вища    | член Партії регіонів                    | Вокзал ст. Ясинувата, начальник                                                              |
| 8                                 | Голованенко Петро Васильович        | 02.11.2010            | Освіта середня | член Партії регіонів                    | пенсіонер                                                                                    |
| 9                                 | Довгань Олександр Федорович         | 02.11.2010            | Освіта вища    | член Партії регіонів                    | ЯВУ водопостачання та каналізаційного господарства, директор                                 |
| 10                                | Мазін Едуард Валентинович           | 02.11.2010            | Освіта вища    | член Партії регіонів                    | приватний підприємець                                                                        |
| 12                                | Луценко Григорій Григорович         | 02.11.2010            | Освіта вища    | член Партії регіонів                    | КУЗ «ЯЦРБ», головний лікар                                                                   |
| 13                                | Пеняєв Олександр Михайлович         | 02.11.2010            | Освіта вища    | член Партії регіонів                    | ВАТ «Машинобудівний завод», виконавчий директор                                              |
| 14                                | Подкопаєва Ольга Борисівна          | 02.11.2010            | Освіта вища    | член Партії регіонів                    | Ясинуватський РВ ГУМВС України в Донецькій області, начальник фінансової служби              |
| 15                                | Червоненко Олександр Валентинович   | 02.11.2010            | Освіта вища    | член Партії регіонів                    | приватний підприємець                                                                        |
| 16                                | Колесова Зінаїда Михайлівна         | 02.11.2010            | Освіта вища    | член Партії регіонів                    | загальноосвітня школа № 3, директор                                                          |
| 18                                | Присяжний Сергій Володимирович      | 15.10.2012            | Освіта вища    | позапартійний                           | Донецький юридичний інститут МВС України, заступник начальника навчально-методичного відділу |
| Політична партія «Сильна Україна» |                                     |                       |                |                                         |                                                                                              |
| б/м                               | Андрієнко Наталія Володимирівна     | 02.11.2010            | Освіта вища    | член Політичної партії «Сильна Україна» | ТОВ «Телевізійна студія ЛАД», заступник директора                                            |
| Соціалістична партія України      |                                     |                       |                |                                         |                                                                                              |
| б/м                               | Іщенко-Гіллер Євгеній Володимирович | 02.11.2010            | Освіта вища    | член Соціалістичної партії України      | тимчасово не працює                                                                          |
| б/м                               | Шевченко Олег Анатолійович          | 02.11.2010            | Освіта вища    | член Соціалістичної партії України      | тимчасово не працює                                                                          |
| б/м                               | Лаврищев Олег Анатолійович          | 02.11.2010            | Освіта вища    | член Соціалістичної партії України      | Приватний нотаріус Ясинуватського міського нотаріального округу Донецької області            |
| б/м                               | Головко Любов Євгеніївна            | 02.11.2010            | Освіта вища    | позапартійна                            | Газета «Местное время», редактор                                                             |
| б/м                               | Кравцова Наталя Анатоліївна         | 02.11.2010            | Освіта вища    | член Соціалістичної партії України      | тимчасово не працює                                                                          |
| 11                                | Чабаненко Сергій Григорович         | 02.11.2010            | Освіта вища    | член Соціалістичної партії України      | ЗАТ "Мініметалургійний завод «ДМС», директор                                                 |